# Kościół św. Jana Chrzciciela w Wyszkach
Kościół św. Jana Chrzciciela w Wyszkach – zabytkowy kościół w Wyszkach, w powiecie kłodzkim.
Kościół filialny parafii w Bystrzycy Kłodzkiej z drugiej połowy XVIII w.